# Jaula de Grillos (álbum)
Jaula de Grillos es el primer álbum de la banda de pop-rock procedente de Madrid con el mismo nombre. 

## Lista de canciones
| #   | Título             | Duración |
| --- | ------------------ | -------- |
| 1.  | "Dos Gotas de Mar" | 3:26     |
| 2.  | "746"              | 4:17     |
| 3.  | "Tu Canción"       | 3:28     |
| 4.  | "Luces de Madrid"  | 3:35     |
| 5.  | "No Pidas Perdón"  | 3:39     |
| 6.  | "Pop Chicle"       | 3:45     |
| 7.  | "Adiós"            | 2:52     |
| 8.  | "Una Carta"        | 3:03     |
| 9.  | "Bajar el Telón"   | 4:14     |
| 10. | "Tu y Yo"          | 3:46     |
| 11. | "La Primera Vez"   | 4:01     |

- Datos: Q5927206